# Житецкий, Игнатий Павлович
Игнатий Павлович  Житецкий (1866—1929) — русский и советский украинский историк, архивист, литературовед, педагог.

## Биография
Родился в Каменец-Подольске (ныне Каменец-Подольский) 15 (27) февраля 1866 года, сын П. И. Житецкого, двоюродный племянник И. А. Житецкого.
В 1889 году окончил историко-филологический факультет Киевского университета. В 1890—1924 годах был учителем средних учебных заведений в Санкт-Петербурге и Киеве. Одновременно, в 1898—1903 гг. — редактор отдела русской и украинской истории издательства «Просвещение»; сотрудничал с «Большой энциклопедией», для которой написал более 300 статей; также написал ряд статей для Энциклопедического словаря Брокгауза и Ефрона. В 1919 году — редактор журнала «Книжный вестник»; также он был членом исторической секции и Археографической комиссии ВУАН. 
В 1922—1929 гг. — один из основателей и заведующий отдела рукописей Всенародной библиотеки Украины; лично участвовал в комплектовании украиноведческого рукописного фонда этой библиотеки, разработал первые алфавитный и хронологические каталоги, инструкции по описанию рукописей, документов, автографов на книгах.
В 1926—1928 годах в связи с созданием Центрального архива принимал активное участие в работе Комиссии по распределению рукописного материала между архивами, музеями и библиотеками. 
И. П. Житецкий — автор трудов по истории Украины и украинской литературы XVII—XIX в. Значительную часть литературоведческих исследований он посвятил Тарасу Шевченко. Он является автором серии статей о И. Франко, М. Максимовиче, Н. Костомарове, А. Русове, М. Марковском, М. Драгоманове. Подготовил к изданию переписку Н. Лескова, А. Лазаревского, Н. Костомарова и др. 
Действительный член научного общества имени Тараса Шевченко. 
Умер в Киеве 8 апреля 1929 года. Похоронен в селе Буча (ныне город Буча).

## Основные труды
- Литературная деятельность Иоанна Вишенского. — Киев: тип. Г. Т. Корчак-Новицкого, 1890. — 50 с.
- Из первых лет жизни Пушкина на юге России. — Киев: тип. Имп. ун-та св. Владимира Н. Т. Корчак-Новицкого, 1899. — 24 с.
- Первый ректор Киевского университета (М. А. Максимович) // Рус. школа. — 1904. — № 10/11;
- Гоголь — проповедник и писатель. — СПб.: Сенат. тип., 1909. — 93 с.
- Лист і вірші Свидницького про селянські екзекуції // Україна. — 1924. — № 4;
- Дещо про рукописний відділ ВБУ // Бібліотеч. журн. — 1925. — № 2/3;
- Перші роки «Київської старини» та М. І. Костомаров // Україна. — 1926. — № 4;
- Київська громада за 60-х років. — К., 1928.

## Рекомендуемая литература
- Плачинда В. П. Павло Гнатович Житецький. — Киев, 1987.